# ユリア・ポドスカルナヤ
ユリア・ポドスカルナヤ（Подскальная, Юлия Владимировна、女性、1989年4月18日 - ）は、ロシアのバレーボール選手。ポジションはミドルブロッカー。ロシア代表。

## 来歴
2005年、ジュニア代表に選出されると、同年のユース世界選手権で銀メダルを獲得した。2007年にはユニバーシアードに出場した。同年にVK Severiankaは加入しプロとしてのキャリアをスタートさせる。5シーズン在籍した後、2012-13シーズンはOmitchka Omskでプレーし、国内リーグで銅メダルを獲得した。
2014年にシニアのロシア代表に初選出される。同年のエリツィン杯で代表デビューを果たすと、ワールドグランプリでは銅メダルを獲得した。イタリアで開催された世界選手権に出場した。所属するディナモ・クラスノダールでは2015年の世界クラブ選手権で銀メダルを獲得した。

## 球歴
- 世界選手権 - 2014年
- ワールドグランプリ - 2014年

## 所属クラブ
- VK Severianka（2007-2012年）
- Omitchka Omsk（2012-2013年）
- ディナモ・クラスノダール（2013-2015年）
- ヴォレロ・チューリッヒ（2015-2016年）
- ディナモ・カザン（2016-2017年）
- ディナモ・クラスノダール（2017-2018年）
- Lokomotiv Kaliningrad（2018-2021年）
- ディナモ・クラスノダール（2021-）